# Stictonaclia andriai
Stictonaclia andriai là một loài bướm đêm thuộc phân họ Arctiinae, họ Erebidae.